# Bohol

Bohol

Bohol – wyspa i prowincja na Filipinach w regionie Central Visayas. Jest położona pomiędzy wyspami Cebu na zachodzie, Leyte na północnym wschodzie i Mindanao na południu na morzu Mindanao.
Powierzchnia: 4117,26 km². Liczba ludności: 1 230 110 mieszkańców (2007). Gęstość zaludnienia wynosi 255,16 mieszk./km². Stolicą prowincji jest Tagbilaran.
Krajobraz wyżynny, wokół rafy koralowe. Na wyspie znajdują się Wzgórza Czekoladowe mające kształt stożków lub półkulistych pagórków stojących w grupach. Porośnięte są szorstką trawą, która w porze suchej brązowieje.

## Gospodarka
Uprawa palmy kokosowej, ryżu i kukurydzy. W kopalniach wydobywa się rudy miedzi i manganu.